# Doris Brockmann

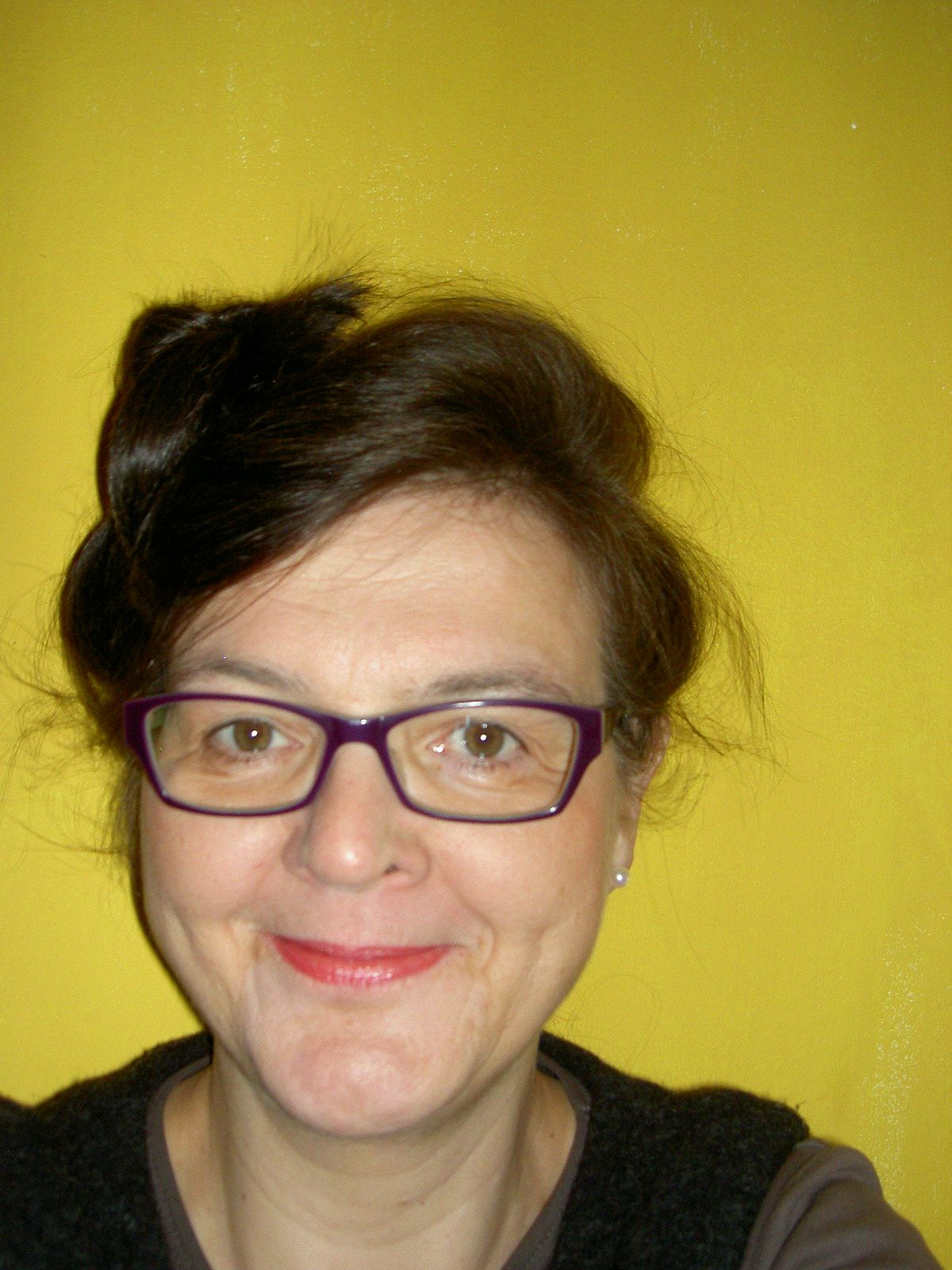
Doris Brockmann 2014

Doris Brockmann (* 21. September 1958 in Paderborn) ist eine deutsche Schriftstellerin.

## Leben
Doris Brockmann stammt aus einer Handwerkerfamilie und wuchs in Paderborn auf. Ihr Vater starb neun Monate nach ihrer Geburt. Sie studierte Germanistik und katholische Theologie und wurde 1990 mit einer Arbeit über die C.G. Jung-Rezeption in der feministischen Theologie zum Dr. phil. an der Universität-Gesamthochschule Paderborn promoviert. Ebendort arbeitete sie bis 1994 als wissenschaftliche Angestellte im Fach Systematische Theologie (bei Peter Eicher) mit dem Themenschwerpunkt „feministische Theologie“ und zudem als Lehrbeauftragte an den Universitäten Bonn, Münster und München.
Sie absolvierte in Essen eine Ausbildung zur Heilpraktikerin und war danach in eigener Praxis tätig.
Die literaturwissenschaftliche Beschäftigung mit Fragen zur „weiblichen Ästhetik“ führte Brockmann während ihres Studiums zu ersten Versuchen literarischen Schreibens. Die Publikation literarischer Texte erfolgte ab 2009 und konzentriert sich auf Romane und kurze Geschichten, die sie in Anthologien, Literaturzeitschriften (Lichtungen, mischen) und ihrem Blog „Angewandte Schriftstellerei im Dienste der Alltagsbeobachtung“ veröffentlicht.
Brockmann ist mit Matthias Klagges verheiratet und lebt in Dorsten.

## Veröffentlichungen (Auswahl)
Wissenschaftliche Werke
- Ganze Menschen – Ganze Götter. Kritik der Jung-Rezeption im Kontext feministisch-theologischer Theoriebildung. Schöningh-Verlag, Paderborn 1991. ISBN 978-3-506-71599-9.
- als Hrsg. mit Peter Eicher: Die politische Theologie Friedrich von Spees. Fink, München 1991. ISBN 978-3-7705-2721-2.

Literarische Werke
- Die Erbseninseln. Zehn Passagen zur wohl kleinsten Inselgruppe Europas. Edition Krill, Wien 2014. ISBN 978-3-902919-01-4.
- Das Bad / Der Keller / Außer Saison / Umschweife / Fehlerfrei. In: Lichtungen. Zeitschrift für Literatur, Kunst und Zeitkritik Nr. 144. Graz 2015.
- Staller & Wadloff / Mit Händen und Füßen. In: Die Sachensucherin. 55 kurze Geschichten, hrsg. von Gerd Herholz et al. Klartext Verlag, Essen 2015, ISBN 978-3-8375-1518-3.
- Heaven’s Cake. In: 11. Wartholz Literaturwettbewerb, hrsg. Literatursalon Wartholz. Reichenau/Rax 2018. ISBN 978-3-9504568-0-6.
- Dahinter. In: Lichtungen. Zeitschrift für Literatur, Kunst und Zeitkritik, Nr. 156. Graz 2018.
- Emilia. In: Erostepost, Nr. 58. Salzburg 2019.[2]
- Tuppek am seidenen Faden. Roman. Independently published 2020, ISBN 979-8-6336-0254-8.
- Nur ein kleines bisschen Glück. Erzählung. Independently published 2020, ISBN 979-8-5503-6796-4.
- Perlen vor die Reue. Prosaminiaturen. epubli, Berlin 2024, ISBN 978-3-7598-0423-5.

## Auszeichnungen
- 2008 Erster Preis beim 10. Münchner Kurzgeschichtenwettbewerb (Ina)[3]
- 2014 Text des Monats (November) des Literaturhauses Zürich (Das Haus)[4]
- 2015 Auswahl beim Kürzestgeschichten-Wettbewerb „Geschichten zum Mitnehmen“ des Literaturbüros Ruhr et al. (Staller & Wadloff und Mit Händen und Füßen)[5]
- 2017 Longlistplatz Blogbusterpreis 2017 (Roman In Bhutan steckt Hut)[1]
- 2018 Finalistin des „20. Irseer Pegasus“ (Romanauszug In Bhutan steckt Hut)[1]
- 2018 Longlistplatz Blogbusterpreis 2018 (Roman Tuppek am seidenen Faden)[1]
- 2018 Finalistin des 11. Wartholz Literaturwettbewerbs (Heaven’s Cake)[1]
- 2019 erostepost-Literaturpreis, Literaturhaus Salzburg (Emilia)[1]